# Лукас, Франц
Франц Бернхард Лукас (нем. Franz Bernhard Lucas; 15 сентября 1911, Оснабрюк, Германская империя — 7 декабря 1994, Эльмсхорн, Германия) — оберштурмфюрер СС, врач концлагеря Освенцим.

## Биография
Франц Лукас родился 15 сентября 1911 года в семье мясника. После посещения школы в Оснабрюке и Меппене в 1933 году сдал экзамены на аттестат зрелости. Четыре семестра изучал филологию, окончив обучение в 1937 году. С 1937 по 1942 год изучал медицину в Ростоке и Данциге. В 1942 году получил докторскую степень по медицине. 
С июня 1933 по сентябрь 1934 года состоял в Штурмовых отрядов (СА). 1 мая 1937 года вступил в НСДАП (билет № 5632058). 15 ноября 1937 года был зачислен в ряды СС (№ 350030). В 1942 году прошёл подготовку в медицинской академии Войск СС в Граце. С 1 по 30 сентября был войсковыми врачом в разведывательном запасном и учебном полку в Нюрнберге. Из-за «пораженческих настроений» Лукасу пришлось недолгое время служить в штрафном батальоне. Письмом от 27 сентября 1943 года был отправлен Главным оперативным управлением СС в группу D (санитарное обслуживание войск СС) в Берлине. 15 декабря 1943 года был переведён к Энно Лоллингу, возглавлявшему управление D III по санитарным вопросам и лагерной гигиены в Главном административно-хозяйственное управление СС в Ораниенбург.
С середины декабря 1943 по 19 августа 1944 года был врачом в концлагере Освенцим, а также в комплексе Биркенау (Терезиенштадтский семейный лагерь и Цыганский лагерь). С 10 августа по 20 октября служил в концлагере Маутхаузен, а с 20 октября по 15 декабря 1944 года — в концлагере Штуттгоф. С 15 декабря 1944 по 26 февраля 1945 года был врачом в женском концлагере Равенсбрюк. С 27 февраля и до середины апреля 1945 года был врачом в концлагере Заксенхаузен. С марта 1945 года скрывался, жил в Берлине с рекомендательном письмом от норвежской женщины из концлагеря Равенсбрюк. Перед Берлинской битвой бежал на Запад.
Его коллега в Равенсбрюке Перси Трейт свидетельствовал о нем во время первого Равенсбрюкского процесса: «Доктор Лукас не находился под моей ответственностью, он участвовал в отборах для газовой камеры и в расстрелах. После разногласий с доктором Троммером он отправился в Заксенхаузен и в качестве наказания прошел через все лагеря Германии.»
Причиной этих разногласий Трейт назвал то, что Лукас и он отказались выдать свидетельства о смерти умерших заключенных из концентрационного лагеря Укермарк, которых они никогда не видели. Кроме того, он (Трейт) присутствовал на первых казнях, после чего отказался от участия, и Лукасу пришлось взять на себя его работу, но Лукас также отказался через несколько дней
После войны Лукас избежал прохождения денацификации и получил должность в городской больнице Эльмсхорна, где сначала был ассистентом, потом старшим врачом и впоследствии главным врачом гинекологического отдела. После того как стало известно о выдвинутых против него обвинения в 1963 году, он потерял работы и занялся частной практикой.

### Франкфуртский процесс
Во время судебных заседания на 1-м Освенцимском процессе, проходившем с 1963 по 1965 год, Лукас сначала отрицал, что проводил селекцию, а также, что давал сигнал к запуску Циклон-Б в газовую камеру и совершал убийства.  
На 137-й день процесса один из обвиняемых дал показания против Лукаса. Бывший роттенфюрер СС Штефан Барецки: «Я не был слепым, когда доктор Лукас проводил селекцию на железнодорожной станции… Пять тысяч человек он отправил в газовую камеру за полчаса, а сейчас хочет представить себя спасителем.»
По мере того, как судебное разбирательство продвигалось все более неблагоприятно, Лукас признал, что участвовал в четырех селекциях, но действовал вопреки своим убеждениям и по приказу.
20 августа 1965 года суд присяжных во Франкфурте-на-Майне за пособничество в убийстве в четырёх случаях не менее 1000 человек в ходе 4 селекциях приговорил Лукаса к 3 годам и 3 месяцам лишения свободы. 26 марта 1968 года он был освобождён. В кассационном производстве Федерального Верховного суд ФРГ было вынесено постановление о новом судебном производстве. Вопрос «О принуждении на пандусе» пришлось пересмотреть в связи с положительным образом Лукаса, представленном в судебном процессе. 8 октября 1970 года он был оправдан. 
С 1970 по 30 сентября 1983 года вновь занимался частной практикой в Эльмсхорне и умер 7 декабря 1994 года.